# Stefan Kölbl

Stefan Kölbl 2023

Stefan Kölbl 2018

Stefan Kölbl (* 26. November 1967 in Nürnberg) ist ein deutscher Volkswirt und Manager. Er ist seit 6. April 2022 Präsident des Präsidialrats des DEKRA e.V. und Vorsitzender des Aufsichtsrats der DEKRA SE. Vom 1. Januar 2010 bis zum 6. April 2022 war Stefan Kölbl Vorstandsvorsitzender von DEKRA e.V. und DEKRA SE, insgesamt arbeitet er seit 2000 für das Unternehmen.

## Leben
Kölbl studierte Volkswirtschaft in Nürnberg mit dem Abschluss Diplom-Volkswirt. Sein beruflicher Weg führte über die Berliner Wirtschaftsinitiative für Deutschland e.V. und die Frankfurter Managementberatung Diebold Deutschland GmbH zu dem Stuttgarter Dienstleistungsunternehmen. Von 2006 bis 2009 war Kölbl für das gesamte automobile Auslandsgeschäft von DEKRA verantwortlich. Unter seiner Regie expandierte die Geschäftseinheit DEKRA Automotive International insbesondere auf Wachstumsmärkten wie Brasilien, Südafrika und China. Zuvor verantwortete Stefan Kölbl als Geschäftsführer in Personalunion die Entwicklung der DEKRA Akademie-Gruppe und der DEKRA Personaldienste GmbH.
Während seiner Amtszeit als Vorstandsvorsitzender von DEKRA e.V. und DEKRA SE von 2010 bis 2022 hat DEKRA mehr als 70 Firmen im In- und Ausland übernommen, der Umsatz des Unternehmens hat sich fast verdoppelt. Auch die Zahl der Mitarbeiter liegt mit fast 50.000 fast doppelt so hoch wie zu Amtsbeginn. Seinen Investitions-Schwerpunkt legt Kölbl dabei auf den Ausbau der digitalen Prüfkompetenz.
2022 wurde Kölbl Präsident des Präsidialrats der Prüfgesellschaft DEKRA und Aufsichtsratsvorsitzender der DEKRA SE als Nachfolger von Thomas Pleines.

### Weitere Mandate
- seit 2011: HUK-Coburg, Mitglied des Beirats[5]
- seit 2011: LBBW/BW-Bank, Mitglied des Beirats[5]
- seit 2019: Deutsche Bank, Mitglied und ab 2023 Vorsitzender des Beirats Stuttgart[5]